# Große Otterspitzmaus
Die Große Otterspitzmaus (Potamogale velox) ist eine Säugetierart, die zusammen mit den Kleinen Otterspitzmäusen die Familie der Otterspitzmäuse (Potamogalidae) bildet, den nächsten Verwandten der Tenreks (Tenrecidae). Sie stellt den größten Vertreter der Familie dar und zeichnet sich durch ein otterartiges äußeres Erscheinungsbild mit dichtem Fell und langem, seitlich abgeplattetem Schwanz aus. Markant ist auch der bartartige Kranz an steifen Tasthaaren an der Oberlippe. Die Art kommt endemisch im zentralen Afrika vor, wo sie die tropischen Regenwälder des Kongobeckens und der angrenzenden Gebiete bewohnt. Bevorzugte Habitate setzen sich aus Waldgebieten mit kleinen und klaren Bächen, Flüssen oder Teichen zusammen. Die Otterspitzmaus ist ein guter Schwimmer, der sich im Wasser durch seitliche Schlängelbewegungen des Schwanzes fortbewegt, wobei die Gliedmaßen weitgehend nicht zum Einsatz kommen. Die Tiere leben einzelgängerisch und nachtaktiv, die Hauptnahrung besteht aus Fischen und Krebsen. Insgesamt ist über die Lebensweise der Großen Otterspitzmaus aber nur wenig bekannt. Die Art wurde im Jahr 1860 wissenschaftlich eingeführt, aufgrund der unvollständigen Erstfunde war die genaue Gattung und Zuweisung zu einer bestimmten Tiergruppe zunächst unklar. Der Bestand gilt momentan als nicht gefährdet, ihr deutlicher Rückgang würde aber eine höhere Gefährdungskategorie rechtfertigen.

## Merkmale

### Habitus
Die Große Otterspitzmaus ist der größte Vertreter der Otterspitzmäuse. Sie besitzt eine Kopf-Rumpf-Länge von 30,5 bis 33,7 cm und eine Schwanzlänge von 23,5 bis 29,0 cm. Der Schwanz nimmt somit rund 80 % der Länge des übrigen Körpers ein. Das Körpergewicht liegt bei 517 bis 780 g, andere Angaben belaufen sich auf 340 bis 397 g. Äußerlich haben die Tiere eine entfernte Ähnlichkeit mit Ottern. Ihr Körper ist schlank und stromlinienförmig, die Schnauze erscheint durch ihre breite und abgeflachte Gestaltung spatelförmig. Der Körper wird von einem dichten, weißen Unterfell bedeckt, das aus 3000 bis 3500 Haaren je Quadratzentimeter besteht. Im Vergleich zu den Kleinen Otterspitzmäusen (Micropotamogale) ist dies aber deutlich dünner. Überlagert wird dieses von leicht groben, insgesamt jedoch weichen und glänzenden Deckhaaren. Das Fell ist am Kopf und an der Oberseite schokoladen- bis tabakbraun, die Haare haben weiße Basen und braune Spitzen. Die weißliche Farbe des Unterfells scheint nicht durch das Deckfell hindurch. An der Unterseite sind die Tiere weißlich gefärbt, das Unterfell besitzt hier eine cremefarbene Tönung. Die deutliche Trennung von der dunklen Ober- zur helleren Unterseite zeichnet sich an den Seiten markant ab. Der Schwanz ist seitlich abgeflacht, an der Basis aber sehr dick, etwa so hoch wie der Rumpf. Der Umfang beträgt etwa 100 mm. Er zeigt die gleiche Färbung wie der Rücken. Das vorderste Viertel ist mit langen Haaren bedeckt, die nach hinten kürzer und enger anliegend werden.
An der Schnauze ist ein ledriger Nasenspiegel ausgebildet, sein herzförmiger Umriss wird durch eine senkrechte Mittelfurche geteilt. Die oberhalb-seitlich liegenden Nasenlöcher können bei Tauchgängen durch kleine Klappen verschlossen werden. Beidseitig der Oberlippe treten steife Vibrissen in mehreren Reihen auf, die einen auffälligen Bartkranz bilden. Die einzelnen Tasthaare erreichen Längen von bis zu 70 mm. Die Augen sind klein mit einem Durchmesser von 2,5 mm. Die äußerlich sichtbaren Ohrmuscheln weisen Längen von 15 bis 23 mm auf und haben eine rundlich bis gestreckte Form. Die kurzen Beine besitzen jeweils fünf Strahlen an den Händen und Füßen, der äußere und innere Strahl sind kürzer als die drei inneren. Alle Strahlen tragen seitlich gepresste und gebogene Krallen. Zwischen den einzelnen Finger- und Zehengliedern sind keine Schwimmhäute ausgebildet. Wie bei allen Otterspitzmäusen formen der zweite und dritte Zehenstrahl eine Einheit (syndactyl). An der Außenkante des Fußes besteht eine Hautfalte. Der gesamte Hinterfuß misst 39 bis 46 mm in der Länge. Weibchen besitzen zwei Zitzenpaare in der Brust- und jeweils eins in der Bauch- und Leistengegend.

### Schädel- und Gebissmerkmale
Der Schädel erreicht eine Länge von 60,5 bis 66,3 mm bei einer größten Breite am Hirnschädel von 25,1 bis 27,5 mm. Er ist insgesamt langgestreckt und schmal, die Stirnlinie verläuft gerade. Hinter den Augen befindet sich eine auffallende Einschnürung. Das Nasenbein zeigt deutliche Streckungen und wird bis zu 21 mm lang. Der große Mittelkieferknochen überragt nicht die vordersten Zähne. Auf dem paarigen Scheitelbein ist ein niedriger Scheitelkamm ausgebildet. Die Jochbögen sind wie bei allen Otterspitzmäusen nicht geschlossen. Der Unterkiefer misst in der Länge zwischen 40,9 und 41,6 mm. Markant hier ist der hohe Kronenfortsatz, der über 13 mm hoch wird und deutlich über dem Gelenkfortsatz sitzt.
Insgesamt besteht das Gebiss aus 40 Zähnen, die Zahnformel lautet: {\displaystyle {\frac {3.1.3.3}{3.1.3.3}}}. Sowohl der erste obere und der zweite untere Schneidezahn sind jeweils vergrößert, sie erinnern an Eckzähne und fungieren als Gegenspieler beim Ergreifen der Beute. Die nachfolgenden Zähne einschließlich des Eckzahns und der vorderen Prämolaren sind einfach gestaltet und weisen etwa die gleiche Größe auf. Die Molaren zeigen ein zalambdodontes Kauflächenmuster, das sich aus drei Haupthöcker zusammensetzt: den Para-, Meta- und Protoconus (bezogen auf die Oberkieferzähne). Der Protoconus ist gut ausgebildet, abweichend von den Kleinen Otterspitzmäusen (Micropotamogale) sind der Metaconus und der Paraconus deutlich getrennt. Teilweise wird aus diesem Grund die Zahnstruktur bei der Großen Otterspitzmaus auch als primitiv zalambdodont bis dilambdodont bezeichnet. Der Paraconus bildet den Haupthöcker der Mahlzähne. Der hinterste obere Molar ist deutlich in seiner Größen reduziert. Die obere Zahnreihe wird 29,2 bis 32,5 mm lang.

## Verbreitung und Lebensraum

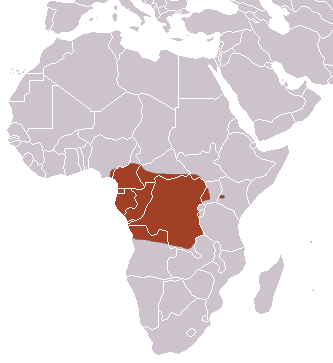
Verbreitungsgebiet der Großen Otterspitzmaus (braun)

Die Große Otterspitzmaus lebt endemisch im zentralen Afrika. Ihr Verbreitungsgebiet reicht von Nigeria östlich des Cross River ostwärts über das gesamte Kongobecken bis in den Westen von Uganda und südwärts bis in den Norden von Angola und Sambia. Häufige Nachweise gibt es aus dem Osten der Demokratischen Republik Kongo, etwa aus dem Okapi-Wildtierreservat, aus dem Ituri-Regenwald, den Itombwe Mountains und vom Oberlauf des Lualaba. Ein isoliertes Vorkommen der Art ist aus der Umgebung von Kakamega im westlichen Kenia dokumentiert. Die Tiere bewohnen mit einzelnen Ausnahmen die Zone der tropischen Regenwälder. Die Höhenverbreitung reicht vom Meeresspiegelniveau bis in Bergregionen um 1800 m. Bevorzugte Lebensräume bestehen aus Wäldern mit kleinen, langsam fließenden und klaren Flüssen oder Bächen, die manchmal nur 1,5 m breit und 30 cm tief sind. In der Regel kommen die Tiere auch mit natürlichen Eintrübungen des Wassers infolge von Regenfällen zurecht. Darüber hinaus sind sie an Waldteichen und Gebirgsbächen, gelegentlich auch in schlammigen Sümpfen in relativer Nähe zu klarem Wasser zu beobachten. Voraussetzungen für ihre Anwesenheit sind Uferbänke, in denen sie ihrer Nestkammern eingraben können. In der Regel meiden die Tiere größere Ströme, doch gibt es auch Sichtungen von Tieren aus dem Fluss Ivindo in Gabun, der mehrere hundert Meter breit ist. In zuträglichen Habitaten kommt auf 100 m Flusslänge ein Individuum vor, in der Regel ist die Populationsdichte aber geringer und umfasst ein Tier auf 500 bis 1000 m Flusslänge.

## Lebensweise

### Territorialverhalten
Wie bei allen Otterspitzmäusen ist die Lebensweise auch bei der Großen Otterspitzmaus nur wenig erforscht, einzelne Untersuchungen fanden in den 1960er Jahren in Gabun und in den 1980er Jahren in Kamerun statt. Die Hauptaktivität der Tiere beschränkt sich auf die Nacht. In Gabun waren die Tiere zwischen 20.30 oder 21.00 Uhr bis spätestens 05.30 Uhr aktiv, in Kamerun verließen sie ihren Unterschlupf bereits zwischen 18.50 und 19.20 Uhr und kehrten ebenfalls gegen 05.30 Uhr zurück. Die Aktivitäten nachts verlaufen zyklisch und werden von mehreren Ruhezeiten unterbrochen. In der Regel dauert die erste Aktivitätsphase mit rund drei Stunden am längsten. Während dieser Zeit nimmt die Große Otterspitzmaus ihre hauptsächliche Nahrung auf, sie endet mit einer rund einstündigen Ruhepause. Danach folgt einer Reihe aktiver, aber kürzerer Phasen, die meist zwischen 15 Minuten und anderthalb Stunden anhalten. Den Abschluss bildet eine erneute längere Aktivitätsphase. Während der Nacht sucht die Große Otterspitzmaus Flussläufe auf bis zu 800 m Länge ab.
Die Große Otterspitzmaus ist an ein Leben im Wasser angepasst. Sie schwimmt mit rapiden seitlich schlängelnden Bewegungen. Diese werden durch die Gesäßmuskel (Musculus gluteus) initiiert und in den muskulösen Schwanz übertragen. Dadurch erinnert der Schwimmstil an jenen der Fische oder Krokodile. Die Beine, vor allem die vorderen, werden zur Fortbewegung im Wasser nicht verwendet, sondern an den Körper angelegt, was einmalig unter Säugetieren ist. Insgesamt sind die Tiere schnelle und effektive Schwimmer, die zahlreiche Haken im Wasser schlagen. Der Kopf bleibt beim Schwimmen in der Verlängerung des Körpers, wird aber manchmal auch angehoben. Tauchgänge sind eher kurz und dauern meist nur rund 10 Sekunden, sie sind auf die Nahrungssuche beschränkt. Erschrockene oder aufgeschreckte Tiere können bis zu 20 cm hoch aus dem Wasser springen. Gelegentlich ruhen die Tiere für kurze Zeit im Wasser mit reglosem Körper, suchen dafür aber auch Sandbänke und niedrige Uferlagen auf. An Land bewegen sie sich auf den Sohlen eher behäbig fort, längere Strecken werden generell über Wasser bewältigt, auch die Flucht erfolgt in der Regel in das Wasser.
Die Tiere gelten als Einzelgänger, die außer zur Paarungszeit nicht mit anderen Artgenossen zusammenkommen. Die meisten Tiere wurden bisher einzeln gesichtet, aus Kamerun registrierten Forscher zwei Tiere, die für rund zehn Minuten im gleichen Gewässer schwammen. Tagsüber hält sich die Große Otterspitzmaus in unterirdischen Bauen auf, die in die Uferhänge eingegraben und bis zu 4 m lang sind. Häufig befinden sich die Baue unter Bäumen. Sie haben zwei Eingänge, von denen einer von der Erdoberfläche, der andere von unterhalb des Wasserspiegels in den Bau hineinführt. Vor dem oberirdischen Eingang liegt meist ein Haufen mit Auswurfmaterial. Im Innern befindet sich eine runde Nestkammer, die mit Blättern und Holzfasern auspolstert ist. Sie dient als Schlaf- und Ruhekammer, die Tiere ruhen überwiegend auf dem Bauch, seltener auf dem Rücken eingerollt. In der Regel werden die einzelnen Baue nicht über eine längere Zeit genutzt. Möglicherweise ist die Große Otterspitzmaus territorial. Zur Defäkation sucht sie spezielle Latrinen auf, die aus kleinen Eintiefungen von 10 bis 15 cm Durchmesser und 4 bis 5 cm Tiefe bestehen. Die Latrinen liegen auf kleinen Hügeln hoch oberhalb des Wasserspiegels und sind durch umgefallene Bäume oder andere natürliche Weisen geschützt. Es wird angenommen, dass sie auch Reviergrenzen markieren. Zum Komfortverhalten gehört unter anderem das Kratzen mit den syndactyl Krallen des Hinterfußes, was häufig die Nahrungsaufnahme unterbricht.

### Ernährung
Die Große Otterspitzmaus ernährt sich in erster Linie von in Wasser lebenden Beutetieren. Untersuchungen von Mageninhalten ergaben vor allem Fische, Krabben und Insekten. Unter den Fischen werden besonders Karpfenfische, Buntbarsche und Welsartige wie Kiemensackwelse oder Stachelwelse bevorzugt. Daneben gehören untergeordnet auch Amphibien wie Frösche zum Speiseplan. Zum Orten der Beute setzt die Große Otterspitzmaus vorwiegend die Tasthaare und den Geruchssinn ein, die Augen spielen keine Rolle. Die Beute wird mit Bissen angegriffen und auf die Seite geworfen, die Hände kommen beim Nahrungserwerb kaum zum Einsatz. Kleine Beutetiere bis 10 mm Länge frisst die Große Otterspitzmaus mit dem Kopf zuerst, größere mit Längen bis zu 15 cm zerteilt sie von der Seite her. Allerdings verschmäht sie Krabben mit einer Carapaxbreite von mehr als 6 bis 7 cm. Teilweise wurde beobachtet, dass die Große Otterspitzmaus ihre Beute an Land bringt und dort verzehrt. Ein einzelnes Individuum kann pro Nacht 150 bis 200 g Nahrung aufnehmen, anderen Berichten an gefangenen Tieren zufolge sind es mehr als 70 g oder 15 bis 20 Krabben.
Die Körpertemperatur einer Großen Otterspitzmaus, die aktiv im Wasser schwamm, betrug 35,2 °C bei einer Wassertemperatur von 21,1 °C. Zwei tagsüber ruhende Tiere wiesen dagegen Körpertemperaturen von 29,9 beziehungsweise 31,0 °C auf bei Außentemperaturen um 24 °C. Im Durchschnitt ist die Körpertemperatur bei aktiven Tieren niedriger als bei den meisten anderen Höheren Säugetieren. Wahrscheinlich kann die Große Otterspitzmaus ihre Körpertemperatur während der Ruhephase absenken vergleichbar zu einigen Vertretern der Tenreks.

### Fortpflanzung
Über die Fortpflanzung ist wenig bekannt. In Gabun wurden in den 1960er Jahren vier trächtige Weibchen gefangen, die eins bis zwei Embryonen trugen. Ob die Reproduktion jahreszeitlich abhängig ist, kann derzeit nicht bestimmt werden, die trächtigen Weibchen wurde sowohl während der Regen- als auch während der Trockenzeit beobachtet. Eines der Weibchen war dabei in Begleitung zweier Jungtiere von 18 bis 19 cm Gesamtlänge. Möglicherweise bleibt der Nachwuchs bis zur Geburt des nächsten Wurfes beim Muttertier. Das lässt darauf schließen, dass es bei der Großen Otterspitzmaus wenigstens zweimal im Jahr zur Verpaarung kommt. Die natürliche Lebenserwartung ist unbekannt, die meisten in Gefangenschaft gehaltenen Tiere verstarben bereits nach 9 bis 14 Tagen zumeist durch Verlust der wasserabweisenden Eigenschaften des Fells und darauf folgender Minderung der Körpertemperatur und Verschmutzung.

### Parasiten
Äußere Parasiten bilden vor allem Zecken der Gattung Ixodes. Als innere Parasiten sind Fadenwürmer belegt, so die Gattungen Molineus, Galeiceps, Parastrongyloides, Procamallanus und Spinitectus. Ein Großteil der Fadenwürmer nutzt Fische und Amphibien als Zwischenwirte.

## Systematik
Die Große Otterspitzmaus ist eine Art aus der Gattung Potamogale. Die Gattung wird als monophyletisch angesehen und enthält somit nur einen Vertreter. Zusammen mit den Kleinen Otterspitzmäusen (Micropotamogale) bildet die Große Otterspitzmaus die Familie der Otterspitzmäuse (Potamogalidae). Die Otterspitzmäuse umfassen kleinere, endemisch im äquatorialen Afrika vorkommende Säugetiere. Sie sind an eine semi-aquatische Lebensweise angepasst. Charakteristische Merkmalen der Familie stellen die verwachsenen zweiten und dritten Zehenstrahlen, das fehlende Schlüsselbein und das zalambdodonte Kauflächenmuster der Mahlzähne dar. Als nächste Verwandte der Otterspitzmäuse gelten die Tenreks (Tenrecidae), die wiederum weitgehend nur auf Madagaskar verbreitet sind. Die Trennung der Otterspitzmäuse und der Tenreks erfolgte laut molekulargenetischen Untersuchungen im Unteren Eozän vor rund 48,3 Millionen Jahren. Im Übergang vom Oberen Eozän zum Unteren Oligozän vor etwa 33,8 Millionen Jahren spalteten sich die Otterspitzmäuse in die beiden heutigen Gattungslinien auf. Es werden keine Unterarten der Großen Otterspitzmaus unterschieden.

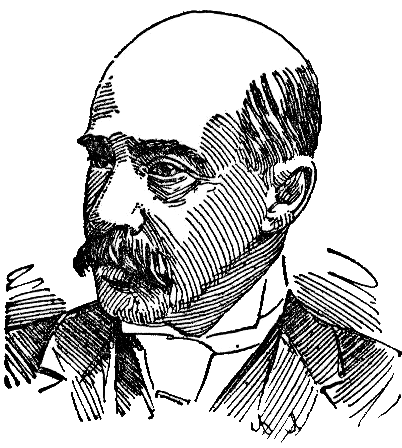
Paul Belloni Du Chaillu

Die wissenschaftliche Erstbeschreibung der Großen Otterspitzmaus stammt von Paul Belloni Du Chaillu aus dem Jahr 1860. Er führte sie unter der Bezeichnung Cynogale velox durch und verwies die neue Art dadurch zu den Schleichkatzen, im engeren Sinne zur Nahverwandten der Otterzivette, die eigentlich nur in Asien vorkommt. Für seine Beschreibung stand Du Chaillu lediglich die Haut mit Fell zur Verfügung, der Schädel und das Skelett waren zerstört. Das Exemplar war von Du Chaillu bei einer Expedition in das zentrale Afrika selbst gefangen worden, als Typuslokalität gab er mountains of the interior, or in the hilly country … north and south of the equator („Gebirge im Landesinneren, oder hügeliges Gelände ... nördlich und südlich des Äquators“) an. In seiner Publikation stellte er verschiedene neue Tierarten aus dem westlichen Zentralafrika vor, heute wird allgemein der Fluss Ogooué in Gabun als Terra typica der Großen Otterspitzmaus genannt. Den Artnamen velox vergab Du Chaillu aufgrund der raschen Schwimmbewegungen der Tiere im Wasser, die ihn erstaunten (von Lateinisch velox für „schnell“ oder „rasch“). Er betonte außerdem, dass er als Gattungsbezeichnung Potamogale bevorzugen würde, für die er aber keine Definition erstellte. Da ihm nur das Fell zur Verfügung stand, beließ er es bei Cynogale.

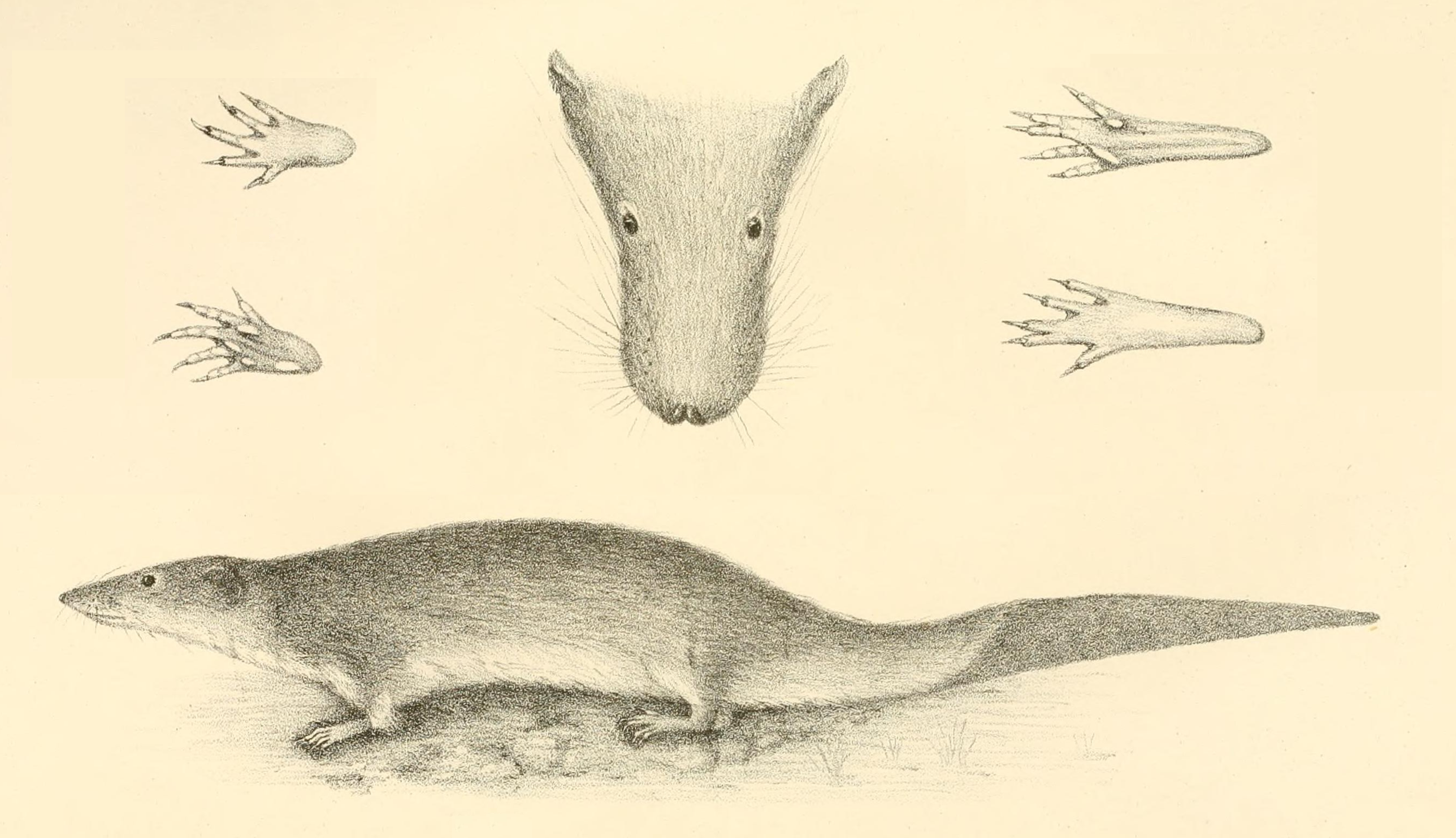
Historische Darstellung der Großen Otterspitzmaus von 1867 nach Barbosa du Bocage

Das Fell gelangte daraufhin in das British Museum in London und wurde von John Edward Gray im Folgejahr neu untersucht. Gray lehnte den Verweis zu Cynogale ab, stattdessen kreierte er die Gattung Mythomys, die er über die Fellgestaltung und die Form des Schwanzes definierte. Seiner Vermutung nach gehörte die Gattung eher zu den Glires (Nagetiere und Hasenartige), wobei er Übereinstimmungen mit der Bisamratte (Ondatra; er belegte diese mit der alten Synonymbezeichnung Fiber) oder dem Biber (Castor) sah. Gleichzeitig sprach sich Gray gegen die Bezeichnung Potamogale aus, da Du Chaillu keine Merkmalsdiagnose abgegeben hatte. Er wiederholte seine Position in einem nahezu zeitgleich erschienenen Aufsatz, bezeichnete dort die neue Gattung aber als Mystomys. Im Jahr 1865 analysierte José Vicente Barbosa du Bocage ein sehr gut erhaltenes Fell mit Skelettteilen eines ausgewachsenen Weibchens sowie einen Fötus aus Angola, die sich in Lissabon befanden. Dabei erkannte Barboga du Bocage anhand des nun vollständig vorliegenden Gebisses, dass es sich um ein insektenfresserartiges Tier handelt, das aus Sicht des Skelettbaus am stärksten den Tenreks und den Spitzmäusen ähnelte. Er verwies die Funde zur Gattung Bayonia, seiner Hauptpublikation, die zwei Jahre später erschien, fügte er zusätzlich auch eine zeichnerische Darstellung des Tieres bei.

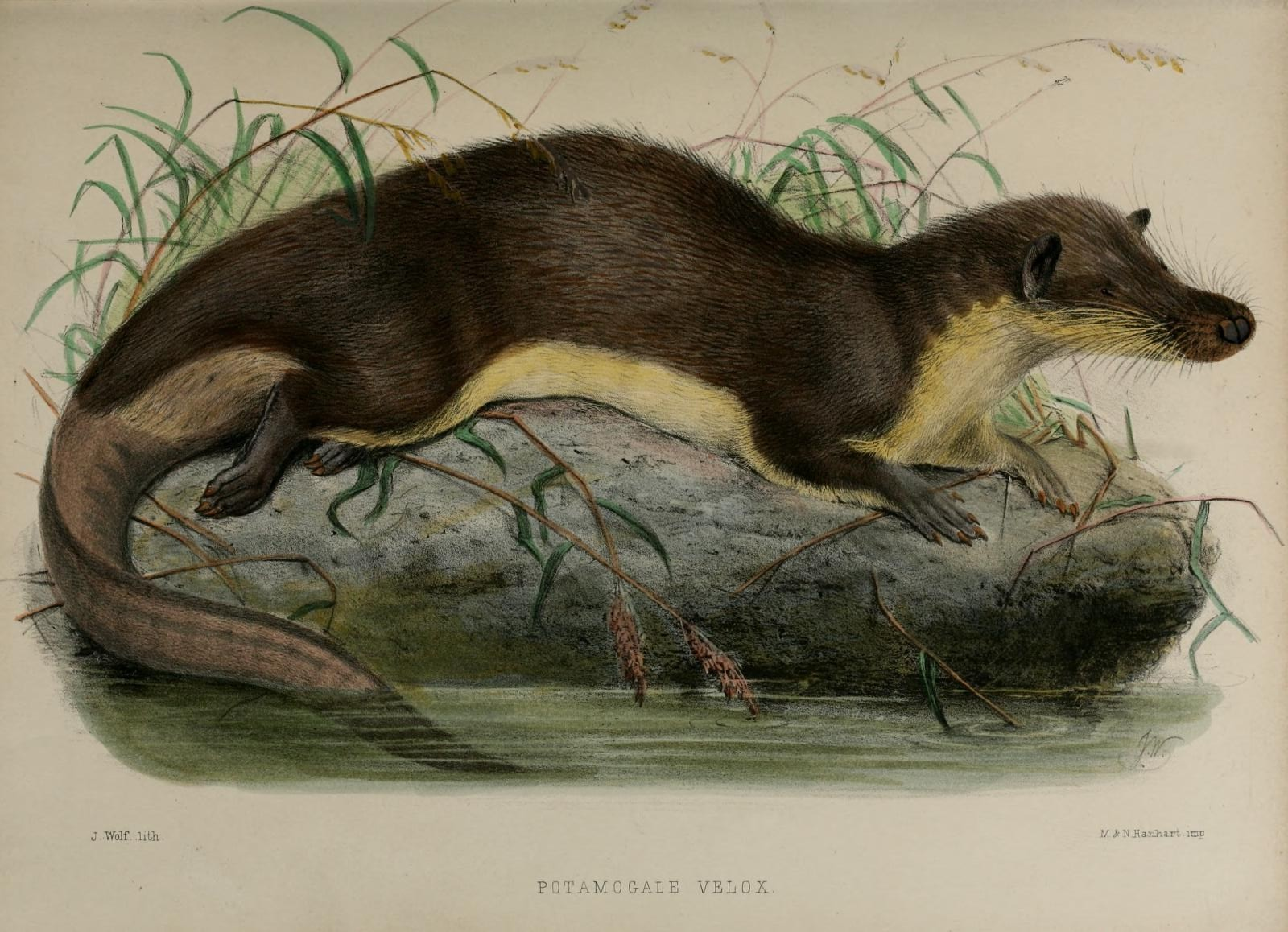
Historische Darstellung der Großen Otterspitzmaus von 1866 nach Allman

Anfang der 1860er Jahr erhielt George James Allman ein vollständiges Individuum aus Nigeria, das von Archibald Hewan nahe Calabar gefangen worden war. Allman, dem die Tierart unbekannt war, wurde von Philip Lutley Sclater auf die Publikationen von Du Chaillu und Gray aufmerksam gemacht. Allman konnte mit Hilfe des Individuums erstmals eine vollständige Beschreibung der äußeren Merkmale und des Skeletts vorlegen, der zugehörige Bericht war bereits 1863 fertiggestellt, erschien aber erst drei Jahre später. Wie Barboga du Bocage fielen ihm die Ähnlichkeit mit anderen Insektenfressern (in der damaligen Sichtweise) auf. In seiner kritischen Analyse hob Allman die Bezeichnung Potamogale als valide hervor und verwies Gattung und Art zur eigenständigen Familie der Potamogalidae. Diese stellte er den Schlitzrüsslern (Solenodon) als nächste Verwandte zur Seite. Noch vor Veröffentlichung von Allmans Bericht wandte sich Gray in einem offenen Brief an diesen und lehnte die Bezeichnung Potamogale erneut ab. In diesem wiederholte Gray seine schon vorher vorgetragenen Argumente, kritisierte aber auch die Namensschöpfung, da Potamogale seiner Meinung nach entgegen der tatsächlichen Verwandtschaftsverhältnisse ein „wieselartiges“ Tier implizieren würde (Potamogale: Griechisch ποταμός (potamos) für „Fluss“ und γαλἑη (gale) für „Wiesel“). In seiner sehr umfassenden Studie zu den Insektenfressern mit dem Titel A monograph of the Insectivora korrigierte George Edward Dobson im Jahr 1883 die systematische Stellung von Potamogale und stufte die Große Otterspitzmaus als eng verbunden mit den Tenreks ein.
Barbosa du Bocage hatte in seiner Beschreibung die Zahnanzahl korrekt mit 40 angegeben, Allman dagegen mit 36, er konnte keinen Eckzahn identifizieren. Fredericus Anna Jentink benannte daher 1895 die Form von Allman in Potamogale allmani um und grenzte sie von Poatmogale velox durch die Unterschiede im Gebissaufbau und zudem durch Abweichungen in der Fellfärbung ab. Knapp zehn Jahre später unterschied Guillaume Grandidier bei der Untersuchung von Exemplaren aus dem Muséum national d’histoire naturelle in Paris ebenfalls zwischen Tieren mit 36 und mit 40 Zähnen. Von Oldfield Thomas wiederum stammt die Bezeichnung Potamogale velox argens, die er 1915 anhand von zwei Tieren vom Oberlauf des Kongo einführte. Er rechtfertigte die neue Unterart mit Abweichungen in der Farbgebung des Fells. Neuuntersuchungen von Allmans Individuum zeigten später, dass der Eckzahn zwar vorhanden, der letzte Molar aber noch nicht ausgebildet ist und so offensichtlich ein Jungtier vorliegt. Zudem konnten bei der Kongo-Expedition des American Museum of Natural History in den Jahren 1909 bis 1915 über 50 Individuen gesammelt werden. Dies erbrachte neue Erkenntnisse über die Variationsbreite der Großen Otterspitzmaus. Die beiden später benannten Formen gelten daher heute als Synonyme von Potamogale velox.

## Bedrohung
Die größte Bedrohung für den Bestand der Großen Otterspitzmaus ist der Verlust des Lebensraums durch Waldrodungen im Zuge von Holzentnahme oder Schaffung landwirtschaftlicher Nutzflächen. Die damit einhergehende Bodenerosion und Verminderung der Wasserqualität durch Sedimenteintrag führt zum Rückgang der lokalen Populationen, was beispielsweise in Kamerun ein großes Problem ist. Darüber hinaus werden die Tiere lokal wegen ihres Felles gejagt, andere Tiere wiederum verfangen sich in Fischfallen. Es ist aber unbekannt, inwiefern sich dies tatsächlich auf die Bestände auswirkt. Bis 1996 galt die Art als gefährdet, seit dem Jahr 2006 bis heute (letzter Stand 2015) wird sie aufgrund ihres großen Verbreitungsgebietes von der IUCN in die Kategorie „nicht gefährdet“ (least concern) eingestuft. Die Organisation weist aber darauf hin, dass aufgrund des starken Rückgangs der Bestände eine höhere Gefährdungskategorie gerechtfertigt sei. Die Große Otterspitzmaus ist in mehreren Naturschutzgebieten präsent. Insgesamt liegen nur wenige Informationen zur Lebensweise, zu den Habitatbedürfnissen und zur Verbreitung allgemein vor. Die IUCN mahnt daher die Notwendigkeit von Feldstudien und Monitoringprogrammen an.